# Prix de Paris Marathon Race
Ne doit pas être confondu avec Grand Prix de Paris (course de plat).
Groupe I
Le Prix de Paris Marathon Race (Grand Prix de Paris jusqu'en 2020 et Prix de Paris avant 2013), est une course hippique de trot attelé se déroulant à la fin du mois de février sur l'hippodrome de Vincennes, deux semaines après le Prix de France Speed Race. 
C'est une course internationale de Groupe I réservée aux chevaux de 4 à 11 ans, hongres exclus, ayant gagné au moins 130 000 €.
Créée en 1942, elle se court depuis 1994 sur la distance de 4 150 mètres (grande piste), départ volté. L'allocation s'élève à 400 000 €, dont 180 000 € pour le vainqueur. 
La distance était avant 1994 inférieure à 3 400 mètres, sauf dans la période de l'après-guerre, lorsque l'hippodrome d'Enghien hébergeait provisoirement les grandes courses de trot parisiennes, où la distance était alors portée à 4 000 mètres. Elle a parfois été un peu rallongée ou un peu raccourcie selon les années, mais c'est en 1994 qu'elle connaît un sérieux changement avec le passage à 4 150 mètres. Depuis, elle oscille toujours aux alentours des 4 125 à 4 150 mètres.
Depuis octobre 2020, cette course fait partie des Amérique Races, neuf rencontres composées de six épreuves qualificatives (Prix de Bretagne Qualif 1, Prix du Bourbonnais Qualif 2, Critérium continental Qualif 3, Prix Ténor de Baune Qualif 4, Prix de Bourgogne Qualif 5 et Prix de Belgique Qualif 6) puis de trois courses au sommet : la « Legend Race », la « Speed Race » et la « Marathon Race ». En 2023, la compétition a été renommée Amérique Races PMU.
Les quatre premiers des Prix de Bretagne Qualif 1, Prix du Bourbonnais Qualif 2, Prix de Bourgogne Qualif 5 et Prix de Belgique Qualif 6 sont automatiquement qualifiés pour cette course. Les vainqueurs des Critérium continental Qualif 3, Prix Ténor de Baune Qualif 4 sont également qualifiés.

## Palmarès
| Année | Vainqueur          | S/A  | Pays       | Père             | Driver                | Entraîneur            | Deuxième           | Troisième          | Distance | Réd.km |
| ----- | ------------------ | ---- | ---------- | ---------------- | --------------------- | --------------------- | ------------------ | ------------------ | -------- | ------ |
| 2025  | Joumba de Guez     | F.6  | France     | Carat Williams   | Jean-Michel Bazire    | Nicolas Bazire        | Hussard du Landret | Fakir de Mahey     | 4 150 m  | 1'12"  |
| 2024  | Hussard du Landret | M.7  | France     | Bird Parker      | Yoann Lebourgeois     | Benoît Robin          | Inmarosa           | Hooker Berry       | 4 150 m  | 1'11"9 |
| 2023  | Ampia Mede Sm      | F.7  | Italie     | Ganymède         | Franck Nivard         | Fabrice Souloy        | Harlem de Bucy     | Hooker Berry       | 4 150 m  | 1'15"9 |
| 2022  | Diable de Vauvert  | M.9  | France     | Prince d'Espace  | Tony Le Beller        | Bertrand Le Beller    | Étonnant           | Galius             | 4 150 m  | 1'13"3 |
| 2021  | Étonnant           | M.7  | France     | Timoko           | Anthony Barrier       | Richard Westerink     | Diable de Vauvert  | Moni Viking        | 4 150 m  | 1'14"7 |
| 2020  | Bélina Josselyn    | F.9  | France     | Love You         | Jean-Michel Bazire    | Jean-Michel Bazire    | Tony Gio           | Earl Simon         | 4 150 m  | 1'14"4 |
| 2019  | Bélina Josselyn    | F.8  | France     | Love You         | Jean-Michel Bazire    | Jean-Michel Bazire    | Tony Gio           | Carat Williams     | 4 150 m  | 1'13"9 |
| 2018  | Bird Parker        | M.7  | France     | Ready Cash       | Jean-Philippe Monclin | Philippe Allaire      | Bélina Josselyn    | Briac Dark         | 4 150 m  | 1'14"3 |
| 2017  | Bold Eagle         | M.6  | France     | Ready Cash       | Franck Nivard         | Sébastien Guarato     | Briac Dark         | Bird Parker        | 4 150 m  | 1'14"  |
| 2016  | Lionel             | M.6  | Norvège    | Look de Star     | Örjan Kihlström       | Fabrice Souloy        | Bold Eagle         | Tagada Tagada      | 4 150 m  | 1'14"8 |
| 2015  | Up and Quick       | M.7  | France     | Buvetier d'Aunou | Jean-Michel Bazire    | Franck Leblanc        | Anna Mix           | Texas Charm        | 4 150 m  | 1'13"5 |
| 2014  | Up and Quick       | M.6  | France     | Buvetier d'Aunou | Jean-Michel Bazire    | Franck Leblanc        | Tiégo d'Étang      | Roxane Griff       | 4 150 m  | 1'13"8 |
| 2013  | Ready Cash         | M.8  | France     | Indy de Vive     | Franck Nivard         | Thierry Duvaldestin   | Tiégo d'Étang      | Quoumba de Guez    | 4 150 m  | 1'14"8 |
| 2012  | Roxane Griff       | F.7  | France     | Ténor de Baune   | Éric Raffin           | Sébastien Guarato     | Ready Cash         | Sévérino           | 4 150 m  | 1'15"5 |
| 2011  | Maharajah          | M.6  | Suède      | Viking Kronos    | Örjan Kihlström       | Stefan Hultman        | Oyonnax            | Quilon du Châtelet | 4 125 m  | 1'15"7 |
| 2010  | Private Love       | F.7  | France     | Goetmals Wood    | Matthieu Abrivard     | Fabrice Souloy        | Oasis Gédé         | Paris Haufor       | 4 125 m  | 1'14"3 |
| 2009  | Prince Gédé        | M.6  | France     | Sancho Pança     | Thierry Duvaldestin   | Thierry Duvaldestin   | Lonshults Danne    | Nouba Turgot       | 4 125 m  | 1'15"2 |
| 2008  | Orla Fun           | F.6  | France     | Fleuron Perrine  | Loïc Guinoiseau       | Jean-Baptiste Bossuet | Exploit Caf        | Niky               | 4 125 m  | 1'16"2 |
| 2007  | Jardy              | M.10 | France     | Cygnus d'Odyssée | Jean-Michel Bazire    | Jean-Michel Bazire    | Notre Haufor       | Niky               | 4 125 m  | 1'14"6 |
| 2006  | Jardy              | M.9  | France     | Cygnus d'Odyssée | Jean-Michel Bazire    | Jean-Michel Bazire    | Lass Drop          | My Love Lady       | 4 125 m  | 1'14"9 |
| 2005  | Jardy              | M.8  | France     | Cygnus d'Odyssée | Jean-Michel Bazire    | Jean-Michel Bazire    | Jag de Bellouet    | Gigant Neo         | 4 125 m  | 1'14"9 |
| 2004  | Jag de Bellouet    | M.7  | France     | Viking's Way     | Christophe Gallier    | Christophe Gallier    | Jalba du Pont      | Isis Brennoise     | 4 125 m  | 1'15"  |
| 2003  | Insert Gédé        | M.7  | France     | Jet du Vivier    | Yves Dreux            | Jean Luc Bigeon       | Jirella            | Itou Jim           | 4 125 m  | 1'14"1 |
| 2002  | Général du Pommeau | M.8  | France     | Sébrazac         | Jules Lepennetier     | Jules Lepennetier     | Insert Gédé        | Com Lear           | 4 125 m  | 1'14"5 |
| 2001  | Gobernador         | M.7  | France     | Buvetier d'Aunou | Dominik Locqueneux    | Pierre-Désiré Allaire | Fiesta d'Anjou     | Giant Cat          | 4 150 m  | 1'14"1 |
| 2000  | Galopin du Ravary  | M.6  | France     | Arzel de Gournay | Dominik Cordeau       | Dominik Cordeau       | Giant Cat          | Goetmals Wood      | 4 125 m  | 1'15"2 |
| 1999  | Remington Crown    | M.6  | Suède      | Lord of All      | Jos Verbeeck          | Jan Kruithof          | Lovely Godiva      | Défi d'Aunou       | 4 125 m  | 1'17"3 |
| 1998  | Dream With Me      | M.7  | France     | Tarass Boulba    | Nicolas Roussel       | Alain Roussel         | Abricot du Laudot  | Défi d'Aunou       | 4 125 m  | 1'16"1 |
| 1997  | Défi d'Aunou       | M.6  | France     | Armbro Goal      | Jean-Étienne Dubois   | Jean-Étienne Dubois   | Arcadia            | Cygnus d'Odyssée   | 4 150 m  | 1'15"8 |
| 1996  | Abo Volo           | M.8  | France     | Lurabo           | Jos Verbeeck          | Paul Viel             | Cèdre du Vivier    | Balou Boy          | 4 150 m  | 1'16"5 |
| 1995  | Vourasie           | F.8  | France     | Fakir du Vivier  | Bernard Oger          | Léopold Verroken      | Queen L            | Abo Volo           | 4 150 m  | 1'16"9 |
| 1994  | Vourasie           | F.7  | France     | Fakir du Vivier  | Bernard Oger          | Léopold Verroken      | Queen L            | Abo Volo           | 4 150 m  | 1'18"3 |
| 1993  | Vourasie           | F.6  | France     | Fakir du Vivier  | Bernard Oger          | Léopold Verroken      | Uno Atout          | Queen L            | 3 200 m  | 1'16"5 |
| 1992  | Vivier de Montfort | M.5  | France     | Kronos du Vivier | Christian Bigeon      | Christian Bigeon      | Uno Atout          | Ultra Ducal        | 3 200 m  | 1'17"7 |
| 1991  | Ultra Ducal        | M.5  | France     | Buffet II        | Paul Viel             | Paul Viel             | The Big Apple      | Réussite de Rozoy  | 3 225 m  | 1'16"  |
| 1990  | Piper Cub          | M.7  | Suède      | Tibur            | Stig H. Johansson     | Stig Engberg          | Queila Gédé        | Poroto             | 3 200 m  | 1'16"8 |
| 1989  | Ourasi             | M.9  | France     | Greyhound        | Michel-Marcel Gougeon | Jean-René Gougeon     | Rêve d'Udon        | Quiton du Coral    | 3 225 m  | 1'17"  |
| 1988  | Poroto             | M.7  | France     | Esquirol         | Louis Boulard         | Louis Boulard         | Olympio de Corseul | Pussy Cat          | 3 200 m  | 1'18"3 |
| 1987  | Noble Atout        | M.8  | France     | Ura              | Jan Kruithof          | Jan Kruithof          | Prince Royal       | Poroto             | 3 225 m  | 1'18"5 |
| 1986  | Néric Barbés       | M.7  | France     | Caprior          | Jean-Luc Bigeon       | Andre Francis Bigeon  | Noble Atout        | Olympio de Corseul | 3 200 m  | 1'18"  |
| 1985  | Malouin            | M.7  | France     | Dianthus         | Jean-René Gougeon     | Jean-René Gougeon     | Landoas            | Khali de Vrie      | 3 175 m  | 1'18"3 |
| 1984  | Lutin d'Isigny     | M.7  | France     | Firstly          | Jean-Paul André       | Maurice Cornière      | Mon Tourbillon     | Ejnar Vogt         | 3 150 m  | 1'17"6 |
| 1983  | Katinka            | F.7  | France     | Kerjacques       | Jean-René Gougeon     | Jean-René Gougeon     | Lutin d'Isigny     | Lançon             | 3 150 m  | 1'18"5 |
| 1982  | Idéal du Gazeau    | M.8  | France     | Alexis III       | Eugène Lefèvre        | Eugène Lefèvre        | Jiosco             | Katinka            | 3 150 m  | 1'18"7 |
| 1981  | Jorky              | M.6  | France     | Kerjacques       | Léopold Verroken      | Léopold Verroken      | Istraeki           | Grande Source      | 3 175 m  | 1'18"7 |
| 1980  | Fleuronné          | M.9  | France     | Quirinus III     | Roger Baudron         | Roger Baudron         | Gadamès            | Hillion Brillouard | 3 150 m  | 1'23"1 |
| 1979  | Éléazar            | M.9  | France     | Kerjacques       | Léopold Verroken      | Léopold Verroken      | Éjakval            | Grand Frances      | 3 175 m  | 1'19"4 |
| 1978  | Éléazar            | M.8  | France     | Kerjacques       | Léopold Verroken      | Léopold Verroken      | Grandpré           | Greyhound          | 3 175 m  | 1'19"4 |
| 1977  | Bellino II         | M.10 | France     | Boum III         | Jean-René Gougeon     | Maurice Macheret      | Éléazar            | Dimitria           | 3 200 m  | 1'20"2 |
| 1976  | Bellino II         | M.9  | France     | Boum III         | Jean-René Gougeon     | Maurice Macheret      | Catharina          | Éléazar            | 3 225 m  | 1'21"3 |
| 1975  | Bellino II         | M.8  | France     | Boum III         | Jean-René Gougeon     | Maurice Macheret      | Cette Histoire     | Casdar             | 3 200 m  | 1'18"3 |
| 1974  | Timothy T          | M.7  | États-Unis | Ayres            | Giancarlo Baldi       | Giancarlo Baldi       | Casdar             | Bellino II         | 3 150 m  | 1'21"2 |
| 1973  | Une de Mai         | F.9  | France     | Kerjacques       | Jean-René Gougeon     | Jean-René Gougeon     | Costa Rica II      | Arménie            | 3 150 m  | 1'20"7 |
| 1972  | Tony M             | M.9  | France     | Horus L          | Léopold Verroken      | Léopold Verroken      | Bill D             | Véronique R        | 3 150 m  | 1'20"2 |
| 1971  | Toscan             | M.8  | France     | Kerjacques       | Michel-Marcel Gougeon | Jean-René Gougeon     | Tidalium Pélo      | Tony M             | 3 150 m  | 1'19"7 |
| 1970  | Une de Mai         | F.6  | France     | Kerjacques       | Jean-René Gougeon     | Jean-René Gougeon     | Upsalin            | Urielle            | 3 150 m  | 1'20"7 |
| 1969  | Toscan             | M.6  | France     | Kerjacques       | Michel-Marcel Gougeon | Jean-René Gougeon     | Tony M             | Murray Mir         | 3 150 m  | 1'20"8 |
| 1968  | Oscar RL           | M.10 | France     | Dubonnet         | Henri Levesque        | Henri Levesque        | Short Stop         | Tabriz             | 3 150 m  | 1'20"1 |
| 1967  | Quérido II         | M.7  | France     | Fandango         | Roger Baudron         | Georges Dreux         | Apex Hanover       | Rock Wilkes        | 3 025 m  | 1'20"3 |
| 1966  | Quérido II         | M.6  | France     | Fandango         | Jean Riaud            | Jean Riaud            | Oscar RL           | Pick Wick          | 3 150 m  | 1'21"9 |
| 1965  | Apex Hanover       | M.6  | États-Unis | Star's Pride     | P. Litkine            | Maria Burdova         | Oscar RL           | Olten L            | 3 150 m  | 1'21"1 |
| 1964  | Picardy            | M.5  | France     | Quinio           | L Della Rocca         |                       | Olten L            | Brogue Hanover     | 3 150 m  | 1'21"2 |
| 1963  | Narvick DJ         | M.6  | France     | Fandango         | Gerhard Krüger        |                       | Oscar RL           | Loustic T II       | 3 150 m  | 1'22"9 |
| 1962  | Masina             | F.6  | France     | Quinio           | François Brohier      |                       | Mon Cher           | Liva Volo          | 3 350 m  | 1'20"3 |
| 1961  | Jannot III         | M.8  | France     | Quiroga II       | R. Bals               |                       | Masina             | Lavandière III     | 3 350 m  | 1'24"1 |
| 1960  | Jamin              | M.7  | France     | Abner            | Jean Riaud            |                       | Jariolain          | Kaïd D             | 3 350 m  | 1'21"5 |
| 1959  | Jamin              | M.6  | France     | Abner            | Jean Riaud            |                       | Icare IV           | Jariolain          | 3 350 m  | 1'20"6 |
| 1958  | Jariolain          | M.5  | France     | Carioca II       | Orlando Zamboni       |                       | Infante II         | Smaragd            | 3 350 m  | 1'22"1 |
| 1957  | Gélinotte          | F.7  | France     | Kairos           | Charley Mills         |                       | Hippogriffe        | Faust VII          | 3 350 m  | 1'22"8 |
| 1956  | Gélinotte          | F.6  | France     | Kairos           | Charley Mills         |                       | Gay Noon           | Cancannière        | 3 350 m  | 1'21"4 |

## Victoires
Chevaux (2 victoires et plus) :
3 victoires
- Gélinotte : 1955, 1956, 1957
- Bellino II : 1975, 1976, 1977
- Vourasie : 1993, 1994, 1995
- Jardy : 2005, 2006 , 2007

2 victoires
- Profane : 1945, 1946
- Son Petit Fils : 1946, 1950
- Cancannière : 1953, 1954
- Jamin : 1959, 1950
- Quérido II : 1966, 1967
- Toscan : 1969, 1971
- Une de Mai : 1970, 1973
- Éléazar : 1978, 1979
- Up and Quick : 2014, 2015
- Bélina Josselyn : 2019, 2020

Drivers (3 victoires et plus) :
- Jean-René Gougeon - France : 7
- Jean-Michel Bazire - France : 7
- Leopold Verroken - France : 4
- Charley Mills - Irlande/Allemagne : 3
- Jean Riaud - France : 3
- Michel-Marcel Gougeon - France : 3
- Bernard Oger - France : 3
- Franck Nivard - France : 3

## Sources
- Pour les conditions de course et les dernières années du palmarès : site de la SETF
- Pour les courses plus anciennes :
  - site trot.courses-france.com - Prix de Paris (1980-2009)
  - site trot.courses-france.com - Prix de Paris (1965-1979)
  - archives des quotidiens  (Ouest-France, Sud-Ouest…)